# 卡塔兰数

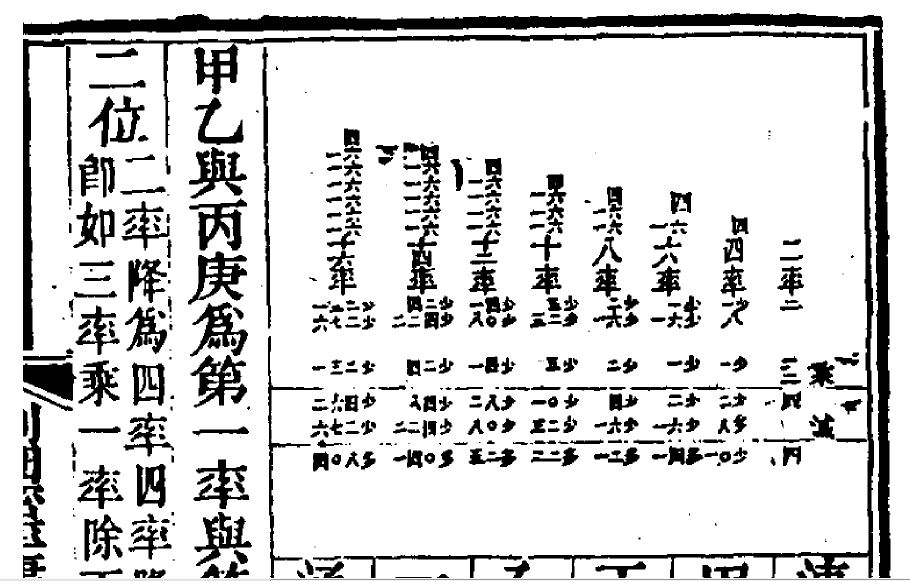
明安图《割圜密率捷法》卷三 “卡塔兰数”书影

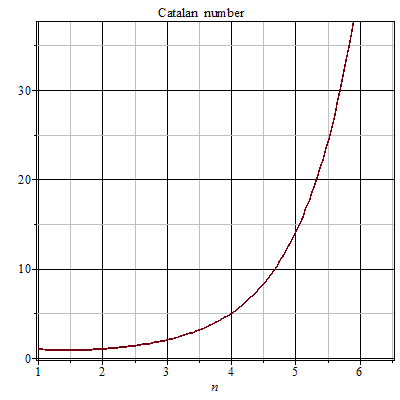
卡塔兰数

卡塔兰数（英語：Catalan number）是組合數學中一個常在各種計數問題中出現的數列，以比利時數學家欧仁·夏尔·卡塔兰命名。历史上，清朝数学家明安图在其《割圜密率捷法》中最先发明这种计数方式，早于卡塔兰。有中国学者建议将此数命名为“明安图数”或“明安图-卡塔兰数”。
卡塔兰数的一般項公式為
{\displaystyle C_{n}={\frac {1}{n+1}}{2n \choose n}={\frac {(2n)!}{(n+1)!n!}}}
第0項到第19項的卡塔兰数為：1, 1, 2, 5, 14, 42, 132, 429, 1430, 4862, 16796, 58786, 208012, 742900, 2674440, 9694845, 35357670, 129644790, 477638700, 1767263190, ...（OEIS數列A000108）

## 性质
Cn的另一个表达形式为
{\displaystyle C_{n}={2n \choose n}-{2n \choose n+1}\quad {\mbox{ for }}n\geq 1}，
所以，Cn是一个自然数；这一点在先前的通项公式中并不显而易见。这个表达形式也是André对前一公式证明的基础。
递推关系：
{\displaystyle C_{0}=1\quad {\mbox{and}}\quad C_{n+1}=\sum _{i=0}^{n}C_{i}\,C_{n-i}\quad {\mbox{for }}n\geq 0.}
它也满足
{\displaystyle C_{0}=1\quad {\mbox{and}}\quad C_{n+1}={\frac {2(2n+1)}{n+2}}C_{n},}
这提供了一个更快速的方法来计算卡塔兰数。
卡塔兰数的渐近增长为
{\displaystyle C_{n}\sim {\frac {4^{n}}{n^{3/2}{\sqrt {\pi }}}}}
它的含义是当n → ∞时，左式除以右式的商趋向于1。（这可以用n!的斯特灵公式来证明。）
所有的奇卡塔兰数Cn都满足{\displaystyle n=2^{k}-1}。所有其他的卡塔兰数都是偶数。
而且
{\displaystyle C_{n}=\int _{0}^{4}x^{n}{\frac {1}{2\pi }}{\sqrt {4/x-1}}\mathrm {d} x}

## 母函数
若卡塔兰数的母函数是
{\displaystyle M(z)=\sum C_{n}z^{n}}
则
{\displaystyle M(z)=1+zM(z)^{2}}
解是
{\displaystyle M(z)={\frac {1-{\sqrt {1-4z}}}{2z}}}

## 应用
组合数学中有非常多的组合结构可以用卡塔兰数来计数。在Richard P. Stanley的Enumerative Combinatorics: Volume 2一书的习题中包括了66个相异的可由卡塔兰数表达的组合结构。以下用n=3和n=4举若干例：
- Cn表示长度2n的dyck word[7]的个数。Dyck词是一个有n个X和n个Y组成的字串，且所有的前缀字串皆满足X的个数大于等于Y的个数。以下为长度为6的dyck words:

- 将上例的X换成左括号，Y换成右括号，Cn表示所有包含n组括号的合法运算式的个数：

- Cn表示有n个节点组成不同构二叉树的方案数。下图中，n等于3，圆形表示节点，月牙形表示什么都没有。
- Cn表示有2n+1个节点组成不同构满二叉树的方案数。下图中，n等于3，圆形表示内部节点，月牙形表示外部节点。本质同上。

证明：令1表示进栈，0表示出栈，则可转化为求一个2n位、含n个1、n个0的二进制数，满足从左往右扫描到任意一位时，经过的0数不多于1数。显然含n个1、n个0的2n位二进制数共有{\displaystyle {2n \choose n}}个，下面考虑不满足要求的数目。
考虑一个含n个1、n个0的2n位二进制数，扫描到第2m+1位上时有m+1个0和m个1（容易证明一定存在这样的情况），则后面的0-1排列中必有n-m个1和n-m-1个0。将2m+2及其以后的部分0变成1、1变成0，则对应一个n+1个0和n-1个1的二进制数。反之亦然（相似的思路证明两者一一对应）。
从而{\displaystyle C_{n}={2n \choose n}-{2n \choose n+1}={\frac {1}{n+1}}{2n \choose n}}。证毕。
- Cn表示所有在n × n格点中不越过对角线的单调路径的个数。一个单调路径从格点左下角出发，在格点右上角结束，每一步均为向上或向右。计算这种路径的个数等价于计算Dyck word的个数：X代表“向右”，Y代表“向上”。下图为n = 4的情况：

- Cn表示通过连结顶点而将n + 2边的凸多边形分成三角形的方法个数。下图中为n = 4的情况：

- Cn表示对{1, ..., n}依序进出栈的置换个数。一个置换w是依序进出栈的当S(w) = (1, ..., n),其中S（w）递归定义如下：令w = unv，其中n为w的最大元素，u和v为更短的数列；再令S(w) = S(u)S(v)n，其中S为所有含一个元素的数列的单位元。
- Cn表示集合{1, ..., n}的不交叉划分的个数。那么, Cn永远不大于第n项贝尔数. Cn也表示集合{1, ..., 2n}的不交叉划分的个数，其中每个段落的长度为2。综合这两个结论，可以用数学归纳法证明：在 魏格纳半圆分布定律 中度数大于2的情形下，所有 自由的 累积量s 为零。 该定律在自由概率论和随机矩阵理论中非常重要。
- Cn表示用n个长方形填充一个高度为n的阶梯状图形的方法个数。下图为n = 4的情况：

- Cn表示表为2×n的矩阵的标准杨氏矩阵的数量。 也就是说，它是数字 1, 2, ..., 2n 被放置在一个2×n的矩形中并保证每行每列的数字升序排列的方案数。同样的，该式可由勾长公式的一个特殊情形推导得出。
- Cn表示n个无标号物品的半序的个数。

## 汉克尔矩阵
无论n的取值为多少，n×n的汉克尔矩阵:{\displaystyle A_{i,j}=C_{i+j-2}.\ }的行列式为1。例如，n = 4 时我们有
{\displaystyle \det {\begin{bmatrix}1&1&2&5\\1&2&5&14\\2&5&14&42\\5&14&42&132\end{bmatrix}}=1}。
进一步，无论n的取值为多少，如果矩阵被移动成{\displaystyle A_{i,j}=C_{i+j-1}.\ }，它的行列式仍然为1。例如，n = 4 时我们有
{\displaystyle \det {\begin{bmatrix}1&2&5&14\\2&5&14&42\\5&14&42&132\\14&42&132&429\end{bmatrix}}=1}。
同时，这两种情形合在一起唯一定义了卡塔兰数。